# Baltimar Supercoaster Mark II
Der Mehrzweckschiffstyp Baltimar Supercoaster Mark II wurde in einer Serie von 20 Einheiten gebaut.

## Einzelheiten
Die Baureihe Baltimar Supercoaster Mark II der beiden chinesischen Werften Zhong Hua Shipyard aus Shanghai und Dong Hai Shipyard aus Wusong, Shanghai wurde in den Jahren 1987 bis 1992 für die dänische Reederei Baltimar in Humlebæk gebaut. Die Schiffe sind als Mehrzweck-Trockenfrachtschiffe ausgelegt. Sie haben achtern angeordnete Aufbauten, einen einzelnen boxförmigen Laderaum und zwei an Backbord angebrachte hydraulische Schiffskräne. Die Schiffstyp kann sowohl im Containertransport, für Stückgut, Massengut oder kleinere Projektladungen eingesetzt werden. Der 53,10 Meter lange, 10,40 Meter breite und 8,30 Meter tiefe Laderaum hat einen Getreiderauminhalt von 4755 m³. Durch versetzbare Schotten kann der Laderaum in kleinere Abteilungen unterteilt oder mit einem Zwischendeck ausgerüstet werden. Die Containerkapazität beträgt 256 TEU, von denen 160 TEU an Deck und 96 TEU im Laderaum gestaut werden können. Bei einer homogenen Beladung mit 14 Tonnen schweren 20-Fuß-Containern ist der Transport von bis zu 154 TEU möglich. Die Schiffe der Serie verfügen über zwei Liebherr-Kräne mit 50 Tonnen Tragkraft, die im gekoppelten Betrieb bis zu 100 Tonnen schwere Kolli übernehmen können.
Der Antrieb der Schiffe besteht aus einem Hudong/MAN/B&W-Zweitakt-Dieselmotor des Typs 4 L 35 MC mit einer Leistung von 1692 kW. Der Motor ermöglicht eine Geschwindigkeit von 12 Knoten. Weiterhin stehen drei Hilfsdiesel des Typs MWM TBD 234 N8 und ein Notdiesel-Generator zur Verfügung.
Der überwiegende Teil der Schiffe wird heute von anderen Reedereien betrieben; so erwarb die Werse Bereederungs Gesellschaft aus Münster 2010 acht der Mehrzweckfrachter aus Dänemark. Einige Schiffe des Typs werden jedoch bis heute von Baltimar betrieben. Die ehemalige Baltimar Neptune wurde 2012 bereits wieder abgebrochen.

## Bauliste (Auswahl)
| Baltimar Supercoaster Mark II | Baltimar Supercoaster Mark II | Baltimar Supercoaster Mark II | Baltimar Supercoaster Mark II | Baltimar Supercoaster Mark II |
| Bauname                       | Werft/ Baunummer              | IMO-Nummer                    | Ablieferung/Baujahr           | Umbenennungen und Verbleib |
| ----------------------------- | ----------------------------- | ----------------------------- | ----------------------------- | --- |
| Baltimar Sun                  | Zhonghua/8601                 | 8607646                       | Oktober 1987                  | 1987 Saigon Pioneer, 1992 Mekong Pioneer, 1993 Baltimar Sun, 1993 Mint Brisk, 1995 Multiflex Brisk, 1999 CEC Brisk, 2000 Multiflex Brisk, 2000 Trisk, Huon Gulf, 2003 General Geronimo, 2019: West Ocean 12, 2024 verschrottet                                                                                  |
| Baltimar Venus                | Zhonghua/                     | 8607658                       | 1988                          | 1988 Jon Sanders, 1991 Baltimar Venus, 1991 Permint Suria, 1994 Baltimar Notos, 1996 Industrial Navigator, 1998 Baltimar Notos, 2001 Industrial Spirit, 2001 Baltimar Notos, 2006 Notos Scan, 2009 Baltimar Notos, 2010 Nephrit, 2012 Alsa, 2018 FL Lidya, 2021 PGE Happy, 2022 Skymoon King, 2024 verschrottet |
| Baltimar Saturn               | Zhonghua/8603                 | 8607660                       | April 1988                    | 1991 Galaxy Bay, 1996 Mint Alma, 1997 Rajah Sulayman, 1998 Rajah Suliman, 2000 General Ricarte, 2017 Lady Boushra, am 21. Oktober 2024 in Aliaĝa zum Abbruch auf den Strand gesetzt. |
| Baltimar Neptune              | Donghai/8604                  | 8607672                       | 1988                          | 1988 Mary Durack, 1991 Saigon Neptune, 1992 Baltimar Neptune, 2005 Neptune Scan, 2007 Baltimar Neptune, 2010 Topas, ab März 2012 in Grenaa abgebrochen |
| Baltimar Jupiter              | Donghai/8605                  | 8607684                       | Dezember 1988                 | 1989 Cy O'Connor, Java Sea, 2010 Don Alberto Sr., 2020 West Ocean 18, 2023 Logan, ab Mai 2023 in Chittagong abgebrochen |
| Superseven                    | Zhonghua/8807                 | 8807349                       | 1989                          | 1992 Perla, 1995 Superseven, 1998 Baltimar Boreas, 2008 Industrial Bridge, 2009 Boreas Scan, 2009 Baltimar Boreas, 2010 Jade, 2012 Nawal-F, 2017 Astro, 2018 Nur Zeynep |
| Supereight                    | Donghai/8808                  | 8807351                       | März 1990                     | 1992 Vigour Cebu, 1992 Supereight, 2000 CEC Flash, 2000 Multiflex Flash, 2001 Splash, 2002 General Malvar, 2018 Ak Suave, 2021 Med Rose, 2024 Icon 1 |
| Supernine                     | Donghai/8809                  | 8807363                       | Dezember 1990                 | 1995 Baltimar Moon, 1995 Mint Rapid, 1995 Eagle Rapid, 1996 Mint Rapid, 2003 TCI Arjun, 2013 Noora, 2015 Sis Star, 2017 Damas, 2018 verschrottet |
| Superten                      | Donghai/8810                  | 8807375                       | Juni 1990                     | Baltimar Venus, 1998 Mekong Venus, 1998 Lae Chief, 1998 Baltimar Venus, 2005 Venus Scan, 2009 Baltimar Venus, 2010 Rubin, am 16. Dezember 2013 im Schlepp zum Abbruch bei Fornaes Shipbreaking in Grenaa eingetroffen                                                                                           |
| Baltimar Mars                 | Zhonghua/8811                 | 8812863                       | Oktober 1990                  | 1995 Mint Haste, 1997 General Del Pilar, 2018 Lady Mira |
| Baltimar Orion                | Zhonghua/8812                 | 8812875                       | November 1990                 | 2010 Shiva, 2012 Huda F, 2017 Avra, 2018 Joby, 2019 Totalverlust |
| Baltimar Boreas               | Zhonghua/8816                 | 8812899                       | April 1991                    | 1995 Mint Thrust, 1998 Industrial Wave, 1998 Mint Thrust, 1999 Multiflex Thrust, 2000 CEC Thrust, 2000 Southern Queen, 2001 Unicorn Express, 2005 Multi Star, 2007 Territory Star, 2007 Territory Trader, 2023 Breadbox Harrier, 2024 Raptor                                                                    |
| Baltimar Notos                | Zhonghua/8817                 | 8812904                       | Juni 1991                     | 1993 Lucky Star, 1998 Mint Astra, 2000 Tuta, 2004 Yunus, 2013 Merve, 2014 Onat, 2020 Rokhy |
| Baltimar Apollo               | Donghai/8814                  | 8812928                       | April 1991                    | 1992 Vigour Mindanao, Baltimar Apollo, 1995 Industrial Spirit, 1998 Mint Sprint, 1999 Mutliflex Spirit, Multiflex Sprint, 2002 Flex, 2003 Santa Paula |
| Baltimar Sirius               | Donghai/8815                  | 8812930                       | 1991                          | 1991 Kirk Pride, 1992 Baltimar Sirius, 1994 IAL President, 1997 Mekong Sirius, 1998 Baltimar Sirius, 1998 Moresby Chief, 1998 Baltimar Sirius, 2010 Saphir, 2011 Breadbox Falcon, 2023 Falcon, 2024 White Eagle                                                                                                 |
| Baltimar Euros                | Donghai/8819                  | 8812942                       | September 1991                | 1994 Industrial Carrier, 1999 Baltimar Euros, 2010 Granat, 2012 Alba, 2015 Swallow, 2016 Euros I, 2020 Lia I, 2024 Balt Euros |
| Baltimar Comdiflate           | Donghai/8820                  | 8812954                       | 1992                          | 1992 Aotea Link II, 1992 Baltimar Comdiflate, 1995 Baltimar Saturn, 1995 Orient Vision, 1996 Baltimar Saturn, 2010 Opal, 2012 Alga, 2019 Dina Queen |
| Daten: Equasis, grosstonnage  |                               |                               |                               | |